# Szent Donát-templom (Krk)
A Szent Donát-templom egy kora középkori templom Horvátországban a Tengermellék-Hegyvidék megyei Krk településen. A nini Szent Kereszt és a zárai Szent Donát templomokkal együtt az óhorvát építészet egyik legfontosabb műemléke.

## Fekvése
A templom a Punat, Krk, Kornić és Vrbnik felé vezető utak keresztetődésében épült a tenger közelében, azon a helyen, ahol a Punati-öböl legmélyebben benyúlik a sziget belsejébe.

## Története
A templom építési ideje nem határozható meg pontosan. Egyesek szerint a 9. században épült. A templom mellett található információs tábla azonban azt állítja, hogy csak a 12. században épült. A templomot 1565-ben említik először, amikor Pietro Bembo püspök látogatása során tanúkat hallgatott meg, akik szerint a templomot Donato della Torre püspök (1484-1515) adományozta a Kornić környékbeli területek tulajdonosainak. Halála után a rokonok eladták a körülötte lévő földet, így a hanyatlás időszaka következett. A püspök említett látogatása során feljegyezték a templom romos állapotát, és megállapították, hogy nincs sem padlója, sem ajtaja, csak az ősrégi oltár maradt meg.

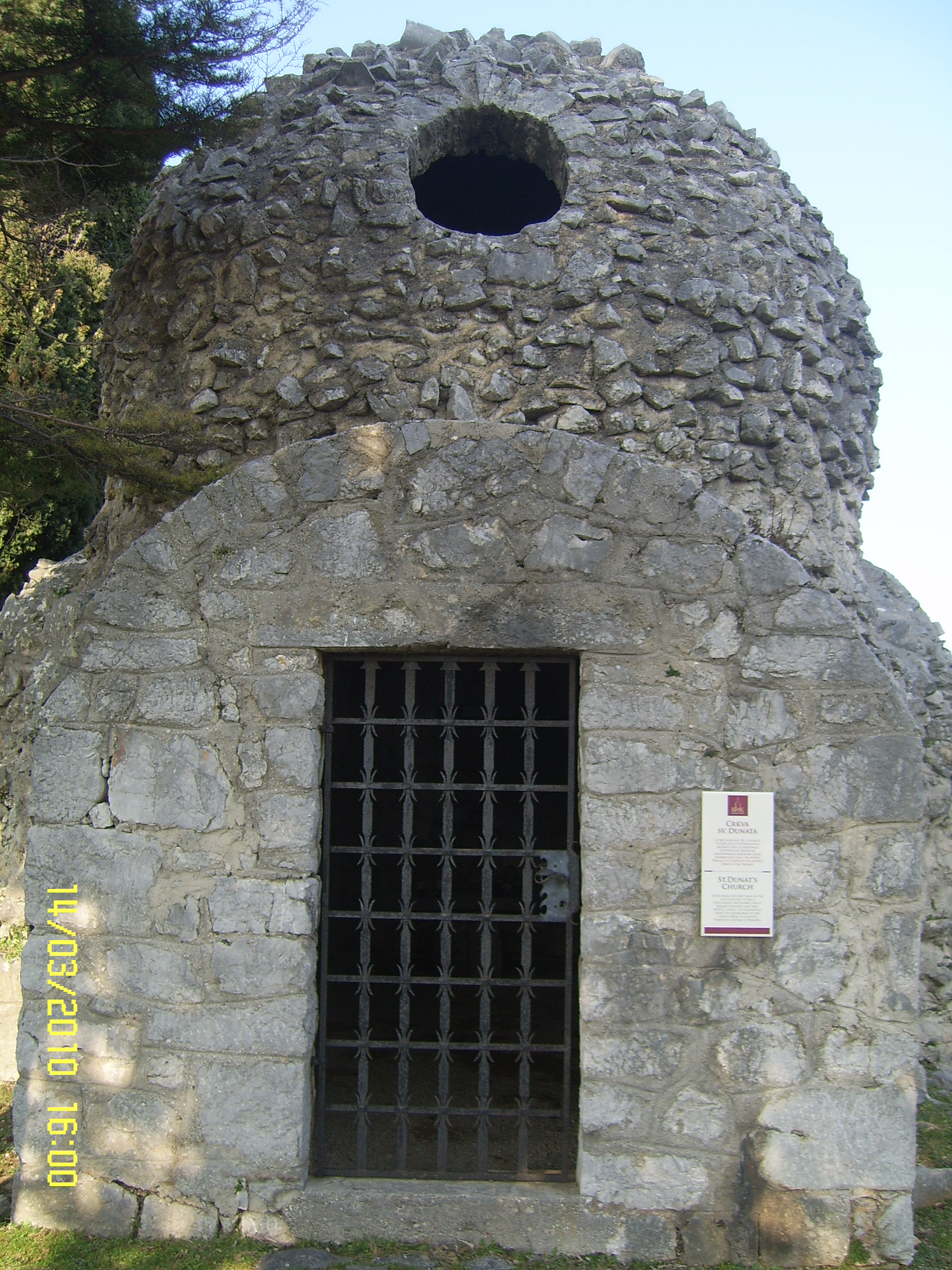
A homlokzat

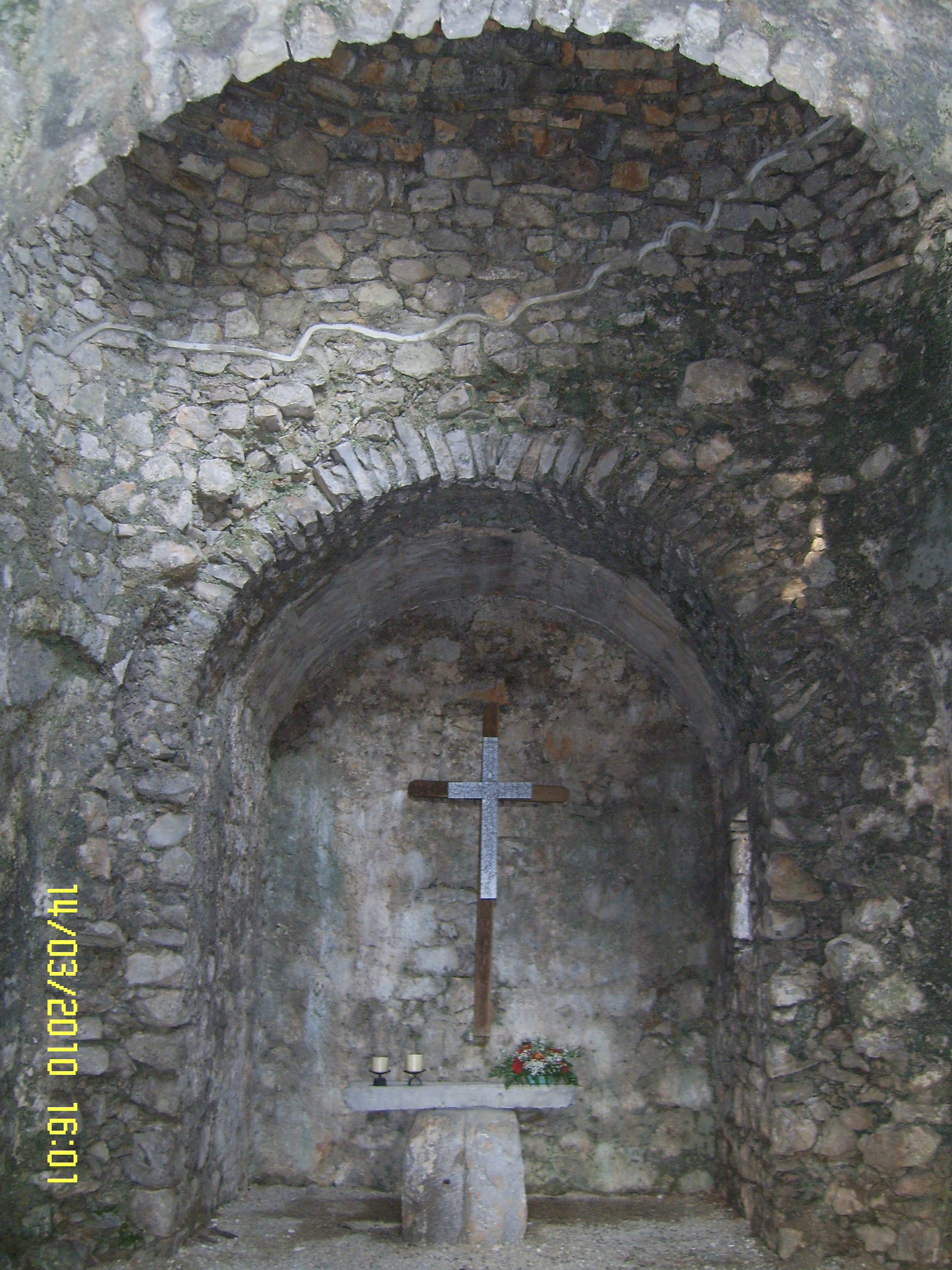
A belső tér

Első említésén kívül nincs további információ az egyházról, ami arra enged következtetni, hogy nem tartottak benne szertartást. Az elhanyagoltság miatt évek során romba dőlt és csak 1914-ben, a pólai Gnirs osztrák konzervátor jóvoltából sikerült helyreállítani. Közvetlenül a második világháború után, 1945. október 3-án különösen felső része kupolával súlyosan megrongálódott. A templom közvetlen közelében volt a Maračić család fogadója, ahol a partizánok fegyvereket és lőszert tároltak a háború alatt, és amely ezen a napon felrobbant.
A robbanás olyan erős volt, hogy az egész szigeten hallható volt. A robbanásban 15 helyi lakos halt meg, akiknek holttesteit a környező mezőkön és a part mentén találták meg, a fogadó helyén pedig kráter alakult ki. A templomot 3 évvel később újra helyreállították, ekkor kapta mai megjelenését. A helyreállítási munkákat Alexander Freudenreich építész vezette. Az egykori fogadót is újjáépítették, és ma is vendéglátási célokat szolgál. A templom közelében fokozatosan fejlődött ki egy kis kikötő, melyet a helyiek hajói, nyáron pedig a vendégek számára alakítottak ki. Ma az egész területet a templom védőszentjéről „Dunat” -nak hívják.

## Leírása
A templom kereszt alaprajzú, 12x7 méteres nagyságú, melynek középső részén kupola található. Nyugati oldalán egy télgalap alaprajzú bejárati részt építettek hozzá. Szemmel láthatóan a helyszínen talált meszkőből épült. A mai megjelenése jelentősen eltér az eredetitől, mivel kívülről faragott kövekkel borították, amelyek ma csak alján láthatók, belülről pedig valószínűleg mozaikok vagy freskók díszítették. Ma úgy tűnik, mintha egy képzetlen mester teljesen spontán módon, pontos mérések és tervek nélkül építette volna fel.

## Galéria
- Keleti oldalnézet
- Nyugati oldalnézet
- A templom látképe

## Fordítás
Ez a szócikk részben vagy egészben  a   Crkva sv. Dunata na Krku című horvát Wikipédia-szócikk ezen változatának fordításán alapul.  Az eredeti cikk szerkesztőit annak laptörténete sorolja fel. Ez a jelzés csupán a megfogalmazás eredetét és a szerzői jogokat jelzi, nem szolgál a cikkben szereplő információk forrásmegjelöléseként.